# XAI
xAI es una startup de inteligencia artificial fundada el 12 de julio de 2023 por Elon Musk. Según Musk, el objetivo de la empresa es «comprender la verdadera naturaleza del universo». La empresa está compuesta exclusivamente por hombres exalumnos de OpenAI, DeepMind, Google Research, Microsoft Research, Tesla y Twitter. Dan Hendrycks, director ejecutivo del Center for AI Safety, es también uno de los asesores.

## Antecedentes
En abril de 2023, el Financial Times informó que Musk estaba planeando lanzar una startup de IA. Había conseguido miles de procesadores GPU de Nvidia para un posible gran modelo de lenguaje.
Además, Musk declaró en una entrevista con Tucker Carlson que quería fundar algo que apodó «TruthGPT» debido a sus temores de que las empresas de IA actuales estuviesen entrenando sistemas para ser «políticamente correctos».